# Lithocarpus debaryanus
Lithocarpus debaryanus là một loài thực vật có hoa trong họ Cử. Loài này được (Warb.) Markgr. mô tả khoa học đầu tiên năm 1924.